# La Calera (Argentyna)
La Calera – miasto w Argentynie, położone w środkowej części prowincji Córdoba.

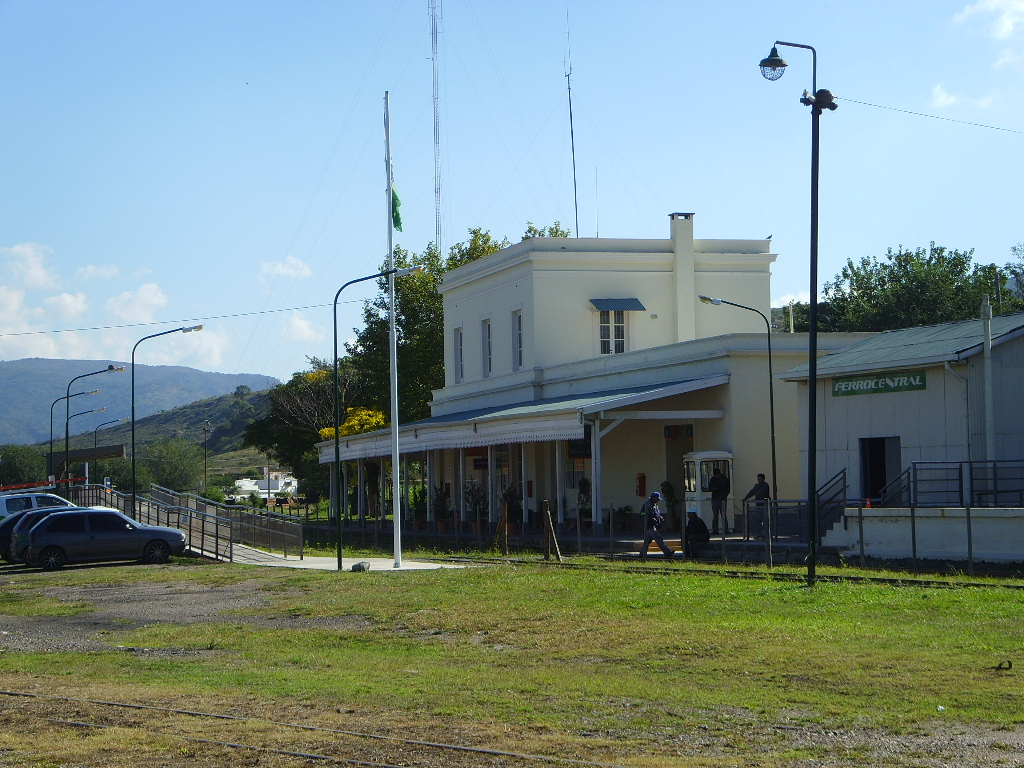
Stacja kolejowa La Calera

## Opis
Przez miasto przebiega droga krajowa-RP73 i linia kolejowa. .